# Repinaldo de Insua
Repinaldo de Insua es el nombre de una variedad cultivar de manzano (Malus domestica). Esta manzana es originaria de Galicia, está cultivada en la colección de árboles frutales y banco de germoplasma de Mabegondo con el N.º 253; ejemplares procedentes de esquejes localizados en San Tomé de Insua, parroquia del municipio de Vila de Cruces (Pontevedra).

## Sinónimos
- "Manzana Repinaldo de Insua",[4][5]
- "Maceira Repinaldo de Insua".

## Características
El manzano de la variedad 'Repinaldo de Insua' tiene un vigor vigoroso. Tamaño grande y porte erguido.
Época de inicio de brotación a partir del 6 de abril y de floración a partir del 27 de abril.
Las hojas tienen una longitud del limbo de tamaño corto, con la máxima anchura del limbo es estrecha. Longitud de las estípulas es media y la máxima anchura de las estípulas es media. Denticulación del borde del limbo es serrado, con la forma del ápice del limbo cuspidado y la forma de la base del limbo es agudo. Con subestípulas ausentes.
Sus flores tienen una longitud de los pétalos corta, con una anchura de los pétalos estrecha, disposición de los pétalos libres
entre sí, con una longitud del pedúnculo corta.
La variedad de manzana 'Repinaldo de Insua' tiene un fruto de tamaño medio, de forma elíptico-cónica, de color bicolor, con chapa a rayas, e intensidad media. Epidermis de textura suave, sin pruina en su superficie y con presencia de cera media. Sensibilidad al "russeting" (pardeamiento áspero superficial que presentan algunas variedades) muy poco sensible. Con lenticelas de tamaño pequeño.
Los sépalos están dispuestos de forma erectos, y superpuestos en su base; su fosa calicina es muy profunda y de una anchura ancha. Pedúnculo de grosor medio y de longitud medio, siendo la cavidad peduncular de una profundidad profunda y de anchura ancha. Con pulpa de color blanca, cuya firmeza es intermedia y su textura es intermedia; su jugosidad es intermedia, con sabor de acidez media, y aromática.
Época de maduración y recolección a partir del 26 de agosto. 'Repinaldo de Insua' es una manzana que su destino es la conservación de esta variedad en el banco de germoplasma de Mabegondo como reserva genética.

## Susceptibilidades
- Oidio: ataque medio
- Moteado: ataque débil
- Raíces aéreas: ataque débil
- Momificado: no presenta
- Pulgón lanígero: ataque débil
- Pulgón verde: ataque débil
- Araña roja: no presenta
- Chancro del manzano: no presenta.[3]